# Vicente Parra Bordetas
Vicente Parra Bordetas (Madrid, 1886 - Caracas, 1967) fue uno de los directores del Hospital "Varsovie" de Toulouse, creado por los republicanos españoles al terminar la II Guerra Mundial. Licenciado en medicina en 1908, trabajó como médico rural en la provincia de Toledo y en Madrid. Durante la Guerra Civil prestó sus servicios en los Guardias de Asalto republicanos y en 1939 pasó a Francia con "La Retirada". Detenido en 1943, fue internado en el campo disciplinario de Le Vernet (Ariège) y de allí fue llevado por los alemanes a Dachau en el "Tren Fantasma", en julio-agosto de 1944. Tras su etapa como Director del Hospital Varsovia, marchó al exilio a Caracas en donde residiría hasta su muerte en 1967.

## Biografía

### Médico en Madrid y Toledo
Vicente Parra Bordetas nació en 1886, era el hijo mayor de los seis que tuvieron Vicente Parra Yusta y Concepción Bordetas López: Vicente, Concha, Francisco, Manuela o Manolita (1894), Lola y Antonio. La familia poseía un taller de fabricación y venta de básculas y balanzas, Casa Parra, que había sido fundada en 1862, en Concepción Jerónima 29, Madrid. Vicente se licenció en medicina en Madrid en 1908 y poco después empezó a trabajar como médico en Mora. Cerca de allí, en Villamuelas, conoció a Josefa Hidalgo Samper con la que se casó en 1910 y con la que tuvo cuatro hijos varones que nacieron entre 1913 y 1919.
En 1915 se trasladó como médico titular a Lominchar, también en la provincia de Toledo y, en 1921, volvió a Madrid donde trabajó para “La Equitativa-Fundación Rosillo” y colaboró en los hospitales de La Princesa, y del Buen Suceso y en el Instituto Operatorio del Doctor Rubio, todos ellos desaparecidos hoy.
En 1929 volvió a la provincia de Toledo contratado como “Médico titular e Inspector Municipal de Sanidad” en Cedillo del Condado, un pueblo de poco más de mil habitantes de la comarca de La Sagra.

### Con los Guardias de Asalto en la Guerra Civil
El 27 de septiembre de 1936, las tropas sublevadas contra el Gobierno de la República consiguieron levantar el cerco del Alcázar de Toledo y avanzaron sin grandes dificultades hacia la capital. El día 22 de octubre, el libro de actas del Ayuntamiento de Cedillo refleja los acuerdos de una comisión gestora nombrada por las nuevas autoridades militares franquistas unos días antes: “Habiendo abandonado el importante cargo de médico de asistencia pública domiciliaria el médico titular de esta villa que lo desempeñaba, D. Vicente Parra Bordetas, de significación izquierdista, sin que se sepa su paradero, procedía considerarle también rojo y, vacante este cargo, nombrar […]”. Parra, efectivamente, se había marchado con su familia a Madrid donde colaboró primero con el Socorro Rojo Internacional y posteriormente se incorporó como médico al Cuerpo de Seguridad (Guardias de Asalto); su nombramiento -con "asimilación de capitán"- se publicó en la Gaceta de la República, n.º 242, de 30 de agosto de 1937, 862-863.

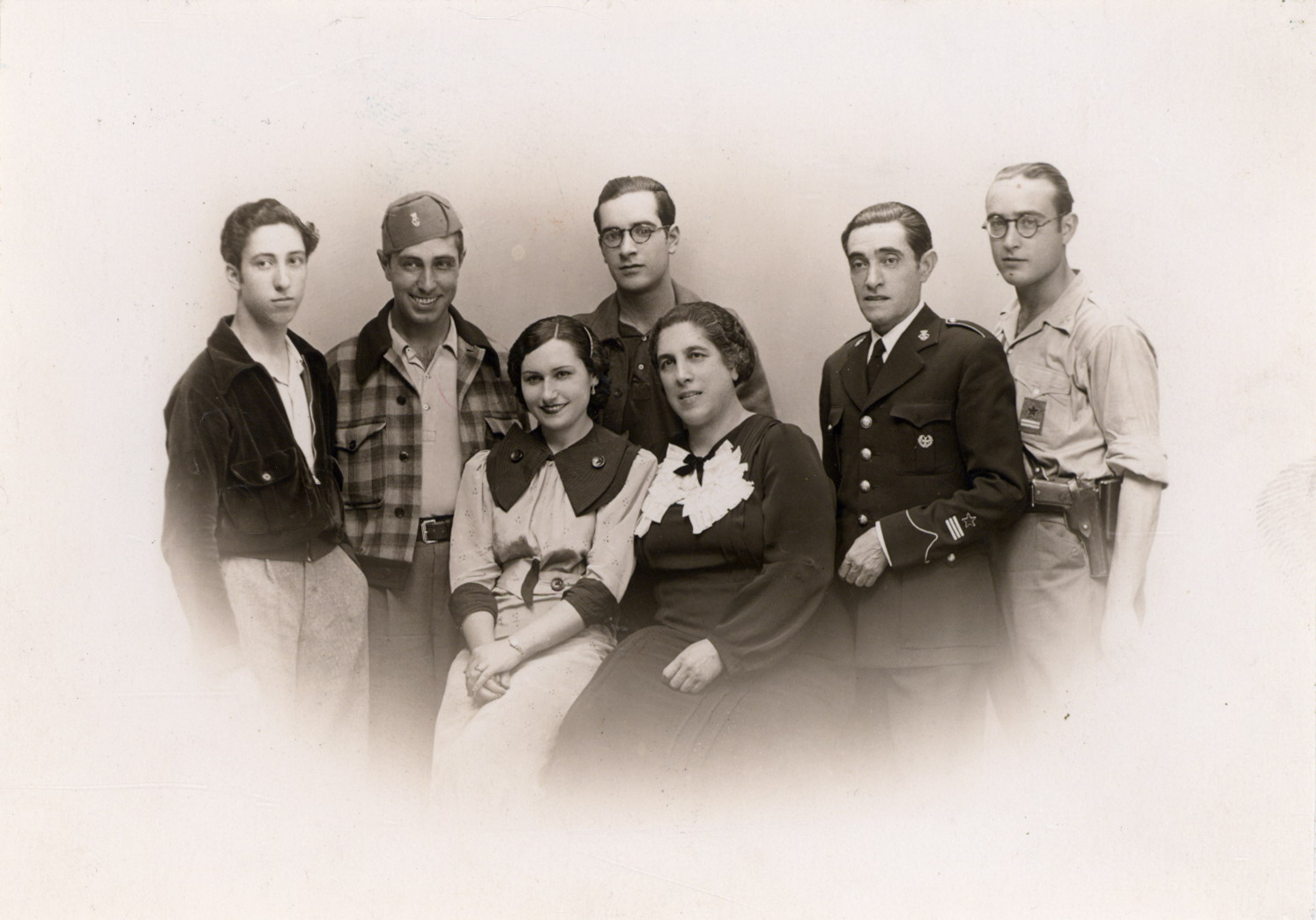
Vicente Parra y su familia en Barcelona. Julio de 1937

En el Archivo del Colegio de Médicos de Madrid hay una solicitud de baja por traslado a Barcelona fechada el 5 de febrero de 1938. Sin embargo, según un testimonio familiar, habría sido enviado a Barcelona a raíz de los sucesos de mayo de 1937; efectivamente, las tropas gubernamentales enviadas a esa ciudad estaban compuestas principalmente por Guardias de Asalto. En diciembre de 1938, fue destinado a un hospital en Gerona.

### Francia: el trabajo en los GTE y en el campo-prisión de Le Vernet d’Ariège
Tras la caída de Barcelona, el 9 de febrero de 1939 Vicente Parra pasó a Francia por La Junquera “[…] con la retirada española. Servicio de sanidad”; tras pasar por los campos de internamiento Argelès-sur-Mer (Pyrénées-Orientales), Le Vernet (Ariège) y Septfonds (Tarn-et-Garonne), él y sus hijos fueron instalados, en noviembre de 1939, en el campo de Clairfont en donde Parra “se ocupaba de la enfermería”. Clairfont estaba situado en Portet-sur-Garonne (Haute-Garonne), a diez kilómetros al sur de Toulouse, en la carretera que va hacia España por Puigcerdá y en la actualidad no queda rastro físico de él. Los cinco fueron incorporados a los Groupements de Travailleurs Étrangers (GTE) (brigadas de trabajo organizadas por las autoridades francesas) y compartieron la suerte de unos 1500 españoles que trabajaron para la Société Nationale de Poudres et Explosifs (SNPE) de Toulouse (la Poudrière).
Parra colaboraba activamente con la Resistencia francesa, en su caso en la promovida por el PCE; según un expediente de Homologation de Grade F.F.I., con el nombre de guerra de “El Sastre”, prestaba ayuda sanitaria a los miembros de la Resistencia y colaboraba en la preparación de explosivos. De acuerdo con Sebastián Agudo Blanco, fue uno de los dirigentes de la zona desde los primeros momentos. El 8 de enero de 1943, Vicente Parra fue detenido por la policía de Vichy y encarcelado en la prisión de Saint Étienne, en Toulouse, hoy sede de la Prefecture de esa ciudad. El 17 de marzo fue internado –de nuevo- en el campo de Le Vernet situado a unos 60 kilómetros al sur de Toulouse. Según el archivo de ese campo, la orden de internamiento, responsabilidad del Prefecto departamental, se debía a estar “identificado como agente de enlace entre los elementos comunistas del Campo de Clairfont y los de Toulouse”. También dice que era “susceptible de desempeñar un papel destacado [jouer un rôle] en caso de desórdenes”.
El campo de Le Vernet había sido construido en 1918 para albergar a los prisioneros alemanes y austriacos de la Primera Guerra Mundial; sin embargo, a partir de finales de 1939 pasó de ser un campo de internamiento a tener un carácter disciplinario, y en él ingresaron refugiados provenientes de otros campos y prisiones de la costa mediterránea francesa, considerados por las autoridades como “peligrosos para el orden público”, “sospechosos desde el punto de vista nacional” o “extremistas”; entre ellos había excombatientes republicanos españoles y excombatientes de las Brigadas Internacionales –especialmente centroeuropeos- que no tenían patria a la que volver. Por este campo desfilarían, entre 1939 y 1944, miles de personas de las más variadas nacionalidades, como Max Aub, Anna Seghers, Luigi Longo, el que sería luego guerrillero antifranquista Quico Sabaté, el escritor Jean Cassou o Arthur Koestler; Le Vernet se convertiría en una de las “capitales de la resistencia intelectual europea” y en un vivero de cuadros de la Resistencia francesa y del Comintern. Hoy solo queda de él un cementerio con algunas decenas de tumbas y un pequeño museo en el pueblo del mismo nombre, mantenidos ambos con esmero por un puñado de voluntarios.
Según una nota del archivo de la Harvard Divinity School Library, Vicente Parra “fue nombrado médico campo” y actuó también como médico de los internos de la cárcel de Saint Michel en Toulouse, que todavía funciona como tal en la actualidad. Un informe del Jefe del campo al Prefecto de Ariège de septiembre de 1943 dice que “presta grandes servicios en el hospital”. De la estancia de Vicente Parra en Le Vernet, citaremos un testimonio: el del rabino de origen húngaro Georges Vadnai:
«Una mañana, mientras me estoy lavando con el torso al aire, el doctor Parra, [...] pasa cerca de mí. Se detiene, me observa y me dice:
-¿Le duele la espalda?
-¿Cómo lo ha adivinado?
-Su columna vertebral está tan tiesa como una barra de hierro
-Efectivamente, según el diagnóstico de los médicos franceses, sufro de reumatismo, a consecuencia de una fiebre tifoidea que acabo de pasar.
-¡Error! Sin haber visto sus radiografías, me atrevo a afirmar que lo que le aqueja es una «espondilitis tifoidea».
A pesar de los repetidos informes del Jefe de Campo proponiendo su liberación, Parra solo saldría de Le Vernet custodiado por soldados alemanes camino de Dachau.

### Médico a bordo del “Tren Fantasma”
El 9 de junio de 1944, 3 días después del desembarco aliado en Normandía, una unidad del ejército alemán se presentó en el campo de Le Vernet, retiró las armas a los guardianes franceses y se hizo cargo de los prisioneros; el 30 de ese mes se pondría en marcha el traslado de los presos a Alemania: 403 internos de este campo fueron llevados al cuartel Caffarelli de Toulouse donde iban a constituir el núcleo principal de los deportados del llamado “Tren Fantasma” (Train Fantôme). A ellos se sumarían otros, procedentes de la mencionada prisión de Saint Michel, y veinte mujeres de diversos campos de la región. El 2 de julio emprenden el viaje, hacinados en vagones de mercancías: 70 u 80 en cada vagón pensado para transportar a 40. Les vigila una compañía de las Wafen-SS compuesta por unos 150 hombres pertenecientes a la Feldgendarmerie. El tren pasará por Burdeos y, tras intentar marchar hacia París por Angulema, lo incierto de esa ruta y el acoso de la aviación aliada obliga a los alemanes a retroceder otra vez a Burdeos. Allí, en la antigua sinagoga, permanecerán los prisioneros desde el 9 de julio hasta el 9 de agosto. Durante ese mes, diez de ellos serán fusilados.
Al ponerse la expedición de nuevo en marcha, se habrán sumado a ella otros 110 hombres y 40 mujeres procedentes de la prisión bordelesa de Fort du Hâ. El total de presos es ahora de 690. No todos los días dejan los soldados alemanes que sean alimentados; en todo caso es casi siempre la Cruz Roja la que lo hace y de manera muy somera. Pero las mayores carencias son las de agua, de espacio y de ventilación: los pequeños ventanucos de los vagones de mercancías van siempre cerrados para tratar de impedir las fugas. Es pleno agosto y en el sur de Francia, según Jürg Altwegg, el de ese año fue el verano “más caluroso del siglo”. Para poder tumbarse han de hacerlo por turnos. A lo largo del viaje, Vicente Parra y otro médico español -el Doctor Van Dyck- ayudarán en lo posible a los enfermos y heridos.
El tren reemprende la marcha desde Burdeos el 9 de agosto encaminándose de nuevo a Toulouse y a Nimes para subir hacia Lyon por el valle del Ródano. En dos ocasiones los prisioneros tendrán que cruzar este río a pie al estar los puentes ferroviarios inutilizados por la aviación aliada: el 18 de agosto, recorrerán andando, cargando también con los equipajes de sus guardianes alemanes, 17 kilómetros: entre Roquemaure (Gard) y Sorgues (Vaucluse), atravesando los viñedos de Chateauneuf-du-Pape.
Al día siguiente, en Pierrelatte, en el departamento del Drôme, el tren es ametrallado de nuevo por la aviación aliada que ignora que está lleno de prisioneros. En 1990, Hélène Jaume, esposa de Gustave Jaume, el médico de Pierrelatte, recordaba así este incidente:
«Aquel día, hacia las diez [de la mañana] suenan en mi puerta grandes golpes. Es un soldado alemán con el fusil al hombro y el rostro del color de su uniforme. Temblando, me dice con su acento: “Rápido, el doctor, heridos en el tren, en la estación" […] Cuerpos casi desnudos, tumbados en el suelo. Ocho o diez aproximadamente, sacados por los Alemanes del vagón para ganado ametrallado por los aliados.
El vagón del que salían estaba sucio, sus excrementos eran su cama [leurs excréments étaient leurs sacs de couchage]. Sequé con trapos sus caras de las que emanaba sudor y mal olor. […]
Es entonces cuando un hombre erguido, cerca de nosotros, vestido, sin heridas, se acerca para preguntar a mi marido:
¿Es usted médico?
Sí
Yo también; soy médico en Barcelona
Mi marido le pidió que lo acompañara. Habríamos podido salvarle pero prefirió quedarse con sus compañeros de viaje. (Dr Vicent [sic] Parra)».
El convoy logrará finalmente, pasando por Lyon, Dijon, Nancy y Metz, entrar en Alemania por Saarbrücken el 26 de agosto, ocho semanas después de su desalojo del campo de Le Vernet y tras 18 días sin que los prisioneros hayan bajado de los vagones más que muy ocasionalmente.
El 28 de agosto llegarían 536 deportados al campo de concentración de Dachau, cerca de Múnich. Se habían evadido unos 130 en diversos momentos del viaje, la mayoría por el procedimiento de levantar planchas del suelo de los vagones y dejarse caer entre los raíles en plena marcha. Veinte habían muerto –diez de ellos fusilados- y seis heridos se habían quedado en un hospital en el camino. Vicente Parra, que ingresó con 57 años cumplidos, tuvo la fortuna de estar entre los que sobrevivieron para asistir a la liberación del campo.

### Ocho meses en Dachau
En Dachau Vicente Parra estuvo internado en los bloques 19 y 21 y volvió a trabajar como médico de los prisioneros en la enfermería y atendió a los que habían sido objeto de experimentos por los nazis y a algunos aviadores norteamericanos heridos. A comienzos de 1945 se desató una epidemia de tifus en el campo y Parra colaboró en los trabajos consiguientes. En el momento de la liberación del campo por los norteamericanos, el 29 de abril de 1945, representaba a los españoles en el Comité Internacional de Prisioneros. Tras la liberación, trabajó en colaboración con las autoridades norteamericanas hasta que el último de los españoles pudo dejar el campo, tal y como se recoge en una de las notas de la Biblioteca de la Harvard Divinity School y se refleja en la siguiente anécdota, tomada de la obra de Lutaud y Di Scala: “José Serrano-Troyat. Nacido en Andalucía en 1916 […]. En Dachau vivirá alternativamente periodos en el bloque y [periodos] en comando de trabajo. El campo es liberado por los Americanos que rehúsan dejarle salir porque no tiene certificado de salida. Es el doctor Parra (médico español) quien, tras una larga discusión, obtendrá su liberación”. Sobre su estancia en Dachau citaremos dos testimonios de ex-prisioneros, el de José Artime y el de Ramón Buj:
«En Dachau estábamos organizados. El hombre fuerte allí era un gran cirujano madrileño, el doctor Parra, muy conocido ya en la Guerra Civil como cirujano. Este hombre se salvó y le trajeron aquí, a Toulouse, y le cuidaron en el hospital [...]. Era un tío formidable, una buena persona».
«Después salí de la enfermería con la pierna curada, pero con el tifus, porque todos los de allí dentro agarramos el tifus. Un día nos recogieron a todos con carretones y nos llevaron a la ducha. Te ponían debajo y te marcaban el número aquí, en el pecho, y pasabas delante de un médico, desnudo pero limpio...: “y este quiero y este no quiero”. Y al carretón. Y no sé adónde iban a parar. En seguida, los compañeros de Eysses, que me habían visto por allí, me colocaron en la cola en la que estaba el doctor Parra y me declaró “bueno para el servicio”».

### Director del Hospital Varsovia en Toulouse
En junio de 1945, el doctor Parra regresó a Toulouse -en donde se encontraban su mujer y sus hijos- pesando solo 40 kilos (medía 1,70 metros). Volvió a instalarse con su familia en Clairfont para mudarse más adelante a Toulouse, y necesitó varios meses para recuperarse de su deteriorado estado físico. Después entró a trabajar, por breve tiempo, en un laboratorio clínico para ser contratado a continuación en un hospital que habían puesto en pie los republicanos españoles nada más liberarse la ciudad: el llamado Hospital Varsovia (Hôpital Varsovie, por estar en la calle de nombre) que aun existe con la denominación de Hôpital Joseph Ducuing-Varsovie.
La historia del Hospital Varsovia ha sido bien documentada en los últimos años. Su creación fue auspiciada por las organizaciones de exiliados controladas por el Partido Comunista de España (PCE), como era el caso de Solidaridad Española. La responsabilidad de la gestión del hospital era –formalmente- de la Amicale des Anciens FFI et Résistants Espagnols (en adelante, la Amicale). Pero la principal ayuda económica vino durante varios años de una organización norteamericana bien conocida, el Joint Anti-fascist Refugee Committee (JARC) que la canalizaba a través del Unitarian Service Committee (USC).

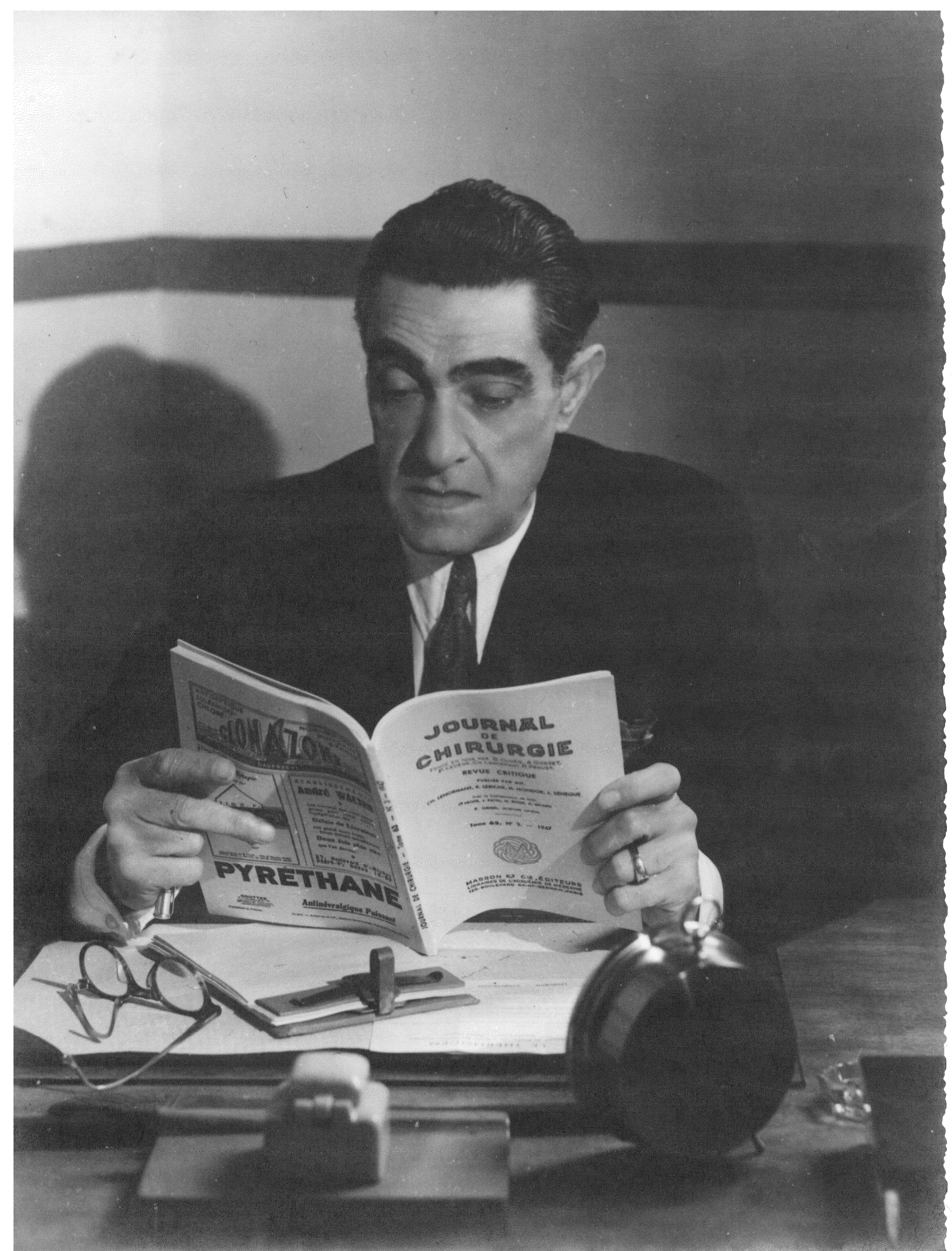
Vicente Parra en el Hospital Varsovia de Toulouse en 1947

El Hospital Varsovia se creó para atender a los españoles heridos y convalecientes como resultado de la resistencia contra los alemanes y, muy en especial, de la fracasada “invasión” del Valle de Arán, organizada por el PCE en octubre de 1944. Más adelante comenzaría a atender a todos los refugiados españoles en general. El trabajo pionero, y más completo hasta la fecha, sobre el Hospital Varsovia lo escribió Dolores Villar Basanta en 1997 y permanece inédito. Como relata esta autora, en 1946 Vicente Parra colaboraba con organizaciones controladas por el Partido Comunista: “En agosto de 1946 tuvo lugar en Toulouse un congreso nacional de los antiguos FFI y resistentes españoles en el que participan 300 delegados que representan a las diversas secciones. Entre los responsables de la Amicale están el doctor Ballano (segundo Vicepresidente) y el doctor Parra (portavoz).”
Por esos años, las consecuencias del ambiente anticomunista que se estaba incubando en los Estados Unidos (la actuación del Comité de Actividades Antiamericanas, la “caza de brujas”, etc.) llegarán al Hospital a través de la enviada del USC , Persis Miller, que en septiembre de 1946 forzará el cese como director del doctor Josep Torrubia y el nombramiento de Vicente Parra. Así lo relataba David Pike en 1984:
«Miss Miller puso en la calle a Viladrich y después, durante el verano, al director, Torrubia, al que reemplazó por Vicente Parra Bordetas. Parra era un médico muy respetado, pero los problemas persistieron. Según Dolores Bellido, el PCE prefería casi a cualquiera antes que a Parra, demasiado honrado y demasiado leal para con la ética médica para convenir a sus planes».
Pero esa misma independencia de Parra, al cambiar un poco más tarde el equilibrio de fuerzas, provocaría su cese en febrero de 1948, cuando fue sustituido por el Dr. Francisco Bosch Fajarnés. En todo caso, la colaboración de Parra con el Partido Comunista tocaba a su fin: tras su cese, se ve también apeado de su cargo en la Amicale. El doctor Bosch siguió al frente del hospital hasta que la operación Bolero-Paprika, desencadenada por el gobierno francés el 7 de septiembre de 1950, descabece a las organizaciones comunistas españolas en Francia: el PCE, Solidaridad Española y la Amicale serán disueltas inmediatamente y los médicos del Hospital Varsovia detenidos. Más tarde, un grupo de médicos franceses comprometidos socialmente, presididos por el doctor Joseph Ducuing, comprarían el equipo del hospital y el edificio.

### Destino final: Venezuela
El mismo año de su destitución -1948-, Vicente Parra se marchó a Venezuela. Según los documentos citados de los Arolsen Archives, se embarcó en Génova en el buque norteamericano S/S Heintzelman, que zarpó con destino a Chile, Perú y Venezuela el 12 de diciembre; en el buque viajaban también su mujer, dos de sus hijos, una de sus futuras nueras y el Doctor van Dyck. En Venezuela, entre febrero y abril de 1949, fue a hacer un curso (obligatorio para los médicos extranjeros) de medicina tropical a Santa Teresa de Tuy (Estado Miranda) y terminó siendo profesor en él. Posteriormente se incorporó –también como parte forzosa del proceso para obtener la convalidación de su titulación- a la “Medicatura rural” de Albarico (Estado Yaracuy). En 1957, debido a problemas de salud, tuvo que instalarse en Caracas definitivamente.
El doctor Parra falleció en Caracas en 1967, a la edad de 80 años, sin haber vuelto a pisar suelo español desde el 9 de febrero de 1939.